# تاکومی سوگابه
تاکومی سوگابه (ژاپنی: 曽我部 巧؛ زادهٔ ۹ ژوئیهٔ ۱۹۸۳) یک بازیکن فوتبال اهل ژاپن است.
از باشگاه‌هایی که در آن بازی کرده‌است می‌توان به باشگاه فوتبال گیفو اشاره کرد.